# 千足银

## 定义
银的千分含量不低于999，也就是Ag含量>= 99.9% 的银饰。因为纯度较高，所以质地较软，也容易被氧化，因此不适合被加工成精细的小饰品或镶嵌宝石等，常见的千足银饰品是个头较大、结构相对简单的手镯、脚镯等。
另外，Ag含量>=99.0%的银饰一般叫做足银。